# Luehdorfia japonica
Luehdorfia japonica is een vlinder uit de familie van de pages (Papilionidae). De wetenschappelijke naam van de soort is voor het eerst geldig gepubliceerd in 1886 door Pryer.